# Albo delle imprese artigiane
L’Albo delle imprese artigiane  è il registro pubblico comprendente i nominativi di coloro che svolgono un'attività che rientra nella categoria delle attività artigiane.
Sono tenute a iscriversi all'Albo tutte le imprese che hanno le caratteristiche previste dalla legge quadro sull'artigianato L. 443/85.
È considerato imprenditore artigiano chi esercita personalmente, professionalmente e in qualità di titolare l'impresa artigiana e svolge in misura prevalentemente il proprio lavoro, anche manuale, nel processo produttivo.
È considerata artigiana l'impresa che ha come scopo prevalente lo svolgimento di un'attività di produzione di beni, anche semilavorati, o di prestazioni di servizi, escluse le attività agricole, commerciali, di intermediazione di beni o ausiliare di queste ultime, di somministrazione di
alimenti o di bevande.

## Forme giuridiche
L'impresa artigiana può assumere una delle seguenti forme giuridiche. Per esse esiste l'obbligo di iscrizione all'Albo in argomento.
- impresa individuale;
- società in nome collettivo;
- società in accomandita semplice;
- società a responsabilità limitata unipersonali.

Le società a responsabilità limitata con più soci hanno la facoltà, ma non l'obbligo, di iscriversi all'Albo, mentre i consorzi e le società consortili sono iscritti in una apposita sezione dello stesso. Non possono iscriversi all'Albo delle imprese artigiane le società per azioni e le società in accomandita per azioni.

## Requisiti
I requisiti possono essere soggettivi od oggettivi.
Requisiti soggettivi:
- cittadinanza italiana o di uno dei Paesi dell'Unione europea.
- avere raggiunto la maggiore età
- partecipazione diretta nell'attività produttiva da parte del titolare o dei soci secondo le maggioranze previste dalla L.443/85
- il lavoro subordinato è compatibile con l'attività artigiana solo se part time non è  superiore al 50%
- possesso dei requisiti tecnico-professionali per le attività regolamentate ai sensi dalla legge L.443/85.

Per i cittadini extracomunitari è necessario il permesso di soggiorno per lavoro autonomo subordinato, (anche in attesa di occupazione)  e per motivi familiari.
Requisiti oggettivi:
- autonomia aziendale (possesso attrezzature idonee a svolgere l'attività)
- esercizio in prevalenza dell'attività artigiana
- esistono dei limiti dimensionali previsti dalla L 443/85

## Procedimento
Dal 2 maggio 2010 per comunicare la propria iscrizione, modifica o cancellazione è necessario  avvalersi obbligatoriamente della Comunicazione unica, con modalità diverse a seconda di quanto disposto in materia dalle singole Regioni.
Per la predisposizione di pratiche tramite Comunicazione unica indirizzate al Registro Imprese, all'Albo Imprese Artigiane (ove la normativa regionale lo consenta), all'INPS, all'INAIL e all'Agenzia delle entrate è a disposizione on line gratuitamente l'applicativo Starweb.